# Lagoa Alegre
Lagoa Alegre là một đô thị thuộc bang Piauí, Brasil. Đô thị này có diện tích 394,658 km², dân số năm 2007 là 7855 người, mật độ 19,9 người/km².